# Emanuele Federici
Emanuele Federici (17 de agosto de 1978) es un deportista italiano que compitió en remo. Ganó tres medallas en el Campeonato Mundial de Remo entre los años 2002 y 2004.

## Palmarés internacional
| Campeonato Mundial | Campeonato Mundial | Campeonato Mundial | Campeonato Mundial      |
| Año                | Lugar              | Medalla            | Prueba                  |
| ------------------ | ------------------ | ------------------ | ----------------------- |
| 2002               | Sevilla (España)   | Medalla de oro     | Cuatro scull ligero     |
| 2003               | Milán (Italia)     | Medalla de oro     | Cuatro scull ligero     |
| 2004               | Bañolas (España)   | Medalla de plata   | Ocho con timonel ligero |